# سعد بن حارث انصاری
سعد بن حارث انصاری(کامل: سَعْد بن حَارْث  بن سَلَمَة انصاری عَجْلانی کوفی) بر اساس یک گزارش ضعیف  از شهدای نبرد کربلا است.سعد در واقعه کربلا از لشکر عمر بن سعد بود، که با شنیدن ندای استغاثۀ و کمک  حسین بن علی ، در دفاع از آن، به جنگ سپاه کوفه رفت و به شهادت رسید.اما در مقابل برخی منابع کهن  و قابل اعتماد نام وی را در شمار اصحاب علی بن ابی طالب  که در جنگ صفین به شهادت رسیده، ضبط کرده‌اند.

## درگذشت
در مورد هویت سعد بن حارث و اینکه در چه زمانی به شهادت رسیده دو گزارش مختلف نقل شده است، برخی با استناد به کتابچه تسمیة من قتل نام وی را در شمار شهدای کربلا ضبط کرده‌اند؛اما در منابع کهن و معتبر نام وی در شمار شهدای جنگ صفین ضبط شده است.
شهادت در کربلا
فضیل‌بن زبیر برای اولین بار در مورد حضور این شخص و برادرش ابوالحتوف در کربلا بیان کرد:«از انصار... سعدبن حارث و برادرش الحتوف‌بن حارث که از طرفداران ماجرای حکمیت بودند، هنگامی که صدای ضجه و شیون زنان و کودکانِ  آل محمد را شنیدند، با شمشیرهایشان حمله کرده و همراه حسین بن علی  جنگیدند تا به شهادت رسیدند». و بسیاری با استناد به این کتابچه، نام وی را در شمار شهدای کربلا ضبط کرده‌ اند.
شهادت در نبرد صفین
در مقابل ، شماری دیگر از مورخین بزرگ چون ابن سعد کاتب واقدی (۲۳۰ق)، طبری(۳۱۰ق)، ابن عبدالبر(۴۶۳ق)، ابن اثیر(۶۳۰ق) در مورد هویت سعد تصریح دارند: سعدبن حارث انصاری در جنگ صفین همراه علی‌بن ابی طالب بود و به شهادت رسید.